# Louis Herthum
Louis Herthum est un acteur et producteur américain né le 5 juillet 1956 à Baton Rouge en Louisiane.

## Biographie
Louis Herthum est né le 5 juillet 1956 à Baton Rouge en Louisiane.

## Filmographie

### Cinéma

#### Longs métrages
- 1984 : Louisiane de Philippe de Broca : Un étudiant
- 1997 : Favorite Son de Steven Esteb : Lucas Beauchamp
- 2001 : The Ghost de Douglas Jackson : Browner
- 2002 : Now You Know de Jeff Anderson : Un client
- 2005 : The Rain Makers de Ray Ellingsen : Art
- 2006 : Road House 2 (Road House 2 : Last Call) de Scott Ziehl : Député Garland Hendricks
- 2006 : Red Ridge de Damian Skinner : Ness
- 2007 : Respect (Pride) de Sunu Gonera : Logan
- 2008 : Mutants d'Amir Valinia : Griff Theriot
- 2008 : L'Étrange Histoire de Benjamin Button (The Curious Case of Benjamin Button) de David Fincher : Un homme à la fête de Caroline
- 2008 : Lockjaw : Rise of the Kulev Serpent d'Amir Valinia : Alan Cade
- 2008 : American Violet de Tim Disney : Officier Smith
- 2009 : Dans la brume électrique In the Electric Mist) de Bertrand Tavernier : Doobie Patout
- 2009 : I Love You Phillip Morris de Glenn Ficarra et John Requa : Le médecin
- 2009 : 12 Rounds de Renny Harlin : Un employé du BEP
- 2009 : The Open Road de Michael Meredith : Le chirurgien
- 2010 : Banlieue interdite (Wrong Side of Town) de David DeFalco : Briggs
- 2010 : Tekken de Dwight H. Little : Un officier de police
- 2010 : Le Dernier Exorcisme (The Last Exorcism) de Daniel Stamm : Louis Sweetzer
- 2010 : Circle of Pain de Daniel Zirilli : Willy
- 2011 : Seconds Apart d'Antonio Negret : Owen Trimble
- 2012 : Cheesecake Casserole de Renji Philip : Howard
- 2013 : Inventing Adam de Richie Adams : Le père d'Adam
- 2013 : Le Dernier Exorcisme : Part II (The Last Exorcism, Part II) d'Ed Gass-Donnelly : Louis
- 2014 : Atlas Shrugged : Part III de James Manera : Wesley Mouch
- 2015 : Truth : Le Prix de la vérité (Truth) de James Vanderbilt : Bill Hollowell
- 2017 : Be Afraid de Drew Gabreski : Chef Collins
- 2018 : L'Exorcisme de Hannah Grace (The Possession of Hannah Grace) de Diederik van Rooijen : Grainger
- 2018 : City of Lies de Brad Furman : Maître Stone
- 2018 : I Still See You de Scott Speer : Martin Steiner

#### Courts métrages
- 2000 : David Proshker de Larry Eisenberg : Le sniper
- 2005 : The Grapevine de Richie Adams : Le tueur à gages

### Télévision

#### Séries télévisées
- 1980 : La Plantation (Beulah Land) : Un invité / Un soldat blessé
- 1984 : Duo d'enfer (Hardball) : Margolis
- 1989 / 1991 - 1996 : Arabesque : Wilber / Député Kruger / Député Andy Broom
- 1991 : Columbo : Un technicien
- 1995 : Vanishing Son : Lloyd
- 1998 : Ultime Recours (Vengeance Unlimited) : Conner Gulch
- 2001 - 2003 : JAG : Le responsable des communications / Capitaine Gilbert
- 2007 : The Riches : Trooper Yardley
- 2008 : K-Ville : Michael Shanley
- 2009 : Men of a Certain Age : Ford Jonathan
- 2010 : Treme : Shérif Don Babineaux
- 2010 : Breaking Bad : L'agent immobilier
- 2010 : The Gates : Simon Ford
- 2010 : The Defenders : Joe Rodgers
- 2011 : Mentalist (The Mentalist) : Chef Arnold Nail
- 2011 : Les Experts (CSI : Crime Scene Investigation) : Détective Lucas Martin
- 2011 : Esprits criminels (Criminal Minds) : Chef Theirs
- 2011 : NCIS : Enquêtes spéciales (NCIS) : Ernest McCormick
- 2011 : Les Experts : Miami (CSI : Miami) : Grant Setton
- 2012 : True Blood : JD
- 2012 : Les Experts : Manhattan (CSI : NY) : Capitaine Curtis Smith
- 2012 - 2014 / 2016 : Longmire : Omar
- 2013 : Revenge : Agent Gentry
- 2014 : Sleepy Hollow : Général George Washington
- 2014 : True Detective : Terry Guidry
- 2014 : Stalker : Jimmy Lambert
- 2015 : Justified : Détective Willis
- 2016 : Westworld : Peter Abernathy
- 2017 : Narcos : Sénateur Toyle
- 2017 : Downward Dog : Wade
- 2017 : Training Day : Henry Hollister
- 2017 : Lucifer : Lieutenant John Decker
- 2017 : Law and Order True Crime : Sergent Edmonds
- 2017 - 2018 : Chicago Med : Pat Halstead
- 2018 : Hawaii 5-0 (Hawaii Five-0) : Matt Harlow, Agent de la CIA
- 2018 : Philip K. Dick's Electric Dreams : Le superviseur
- 2019 : What/If : Foster
- 2020 : FBI : Most Wanted : Blake Wilson
- 2020 : Dirty John : Jack Earley
- 2020 - 2021 : Home Before Dark : Shérif Frank Briggs Sr
- 2020 - 2021 : All Rise : Shérif Wayne McCarthy
- 2021 : Hacks : Dennis
- 2022 : Périphériques, les mondes de Flynne (The Peripheral) : Corbell Pickett
- 2023 : Code Quantum : Shériff Woodrow Morgan (saison 2, épisode 3)
- 2025: The Night Agent : Jacob Monroe (saison 2)

#### Téléfilms
- 1990 : Chasseurs de primes (Grand Slam) de Bill L.Norton : Le garde de sécurité du palais de justice
- 2006 : Le Bal de fin d'année (For One Night) d'Ernest R. Dickerson : Shérif Taylor
- 2007 : Ruffian d'Yves Simoneau : Dr Harthill
- 2008 : Un combat pour la vie (Living Proof) de Dan Ireland : Dr Banks
- 2008 : Racing for Time de Charles S. Dutton : Ralph Connelly
- 2010 : Cigarettes et Bas nylon de Fabrice Cazeneuve : David Hunkey
- 2010 : Journey to Promethea de Dan Garcia : Ari
- 2016: Le tueur de la nuit (The Night Stalker) de Megan Griffiths : Jede

### Comme producteur
- 1997 : Favorite Son
- 2001 : The Ghost
- 2005 : The Rain Makers
- 2006 : Red Ridge
- 2008 : The Season Before Spring
- 2008 : The Grapevine